# Batrachuperus tibetanus
Batrachuperus tibetanus är en groddjursart som beskrevs av Schmidt 1925. Batrachuperus tibetanus ingår i släktet Batrachuperus och familjen Hynobiidae. IUCN kategoriserar arten globalt som sårbar. Inga underarter finns listade.